# 斎藤実子

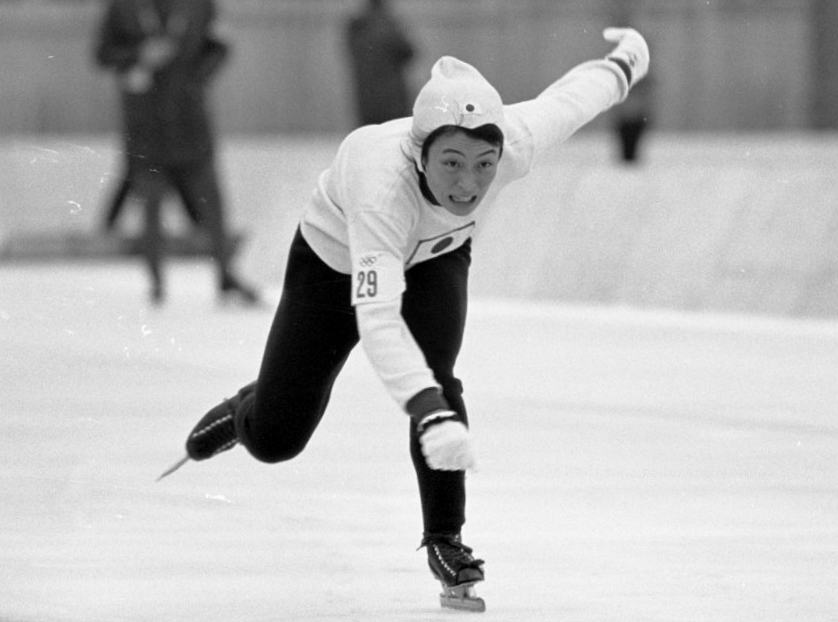
グルノーブルオリンピックでの斎藤実子(写真は幸子さんです))

斎藤 実子（さいとう　じつこ、1946年5月18日  - ）は、日本の元女子スピードスケート選手。長野県岡谷市出身。三協精機に所属していた。
諏訪二葉高校時代にはインターハイ3000mで3連覇を達成。1968年グルノーブルオリンピックでは1500mで26位、3000mで20位となっている。

## 参考
1. ↑  日刊スポーツ2014年1月22日北海道版18面「全国高校スケート3連覇達成者」より